# Populationsindex
Der Populationsindex r eines Meteorstromes beschreibt die Helligkeitsverteilung seiner Meteore: er charakterisiert den Faktor, um den die Meteoranzahl zur nächstschwächeren Größenklasse hin ansteigt. Kann man also bei einer bestimmten Umgebungshelligkeit eine bestimmte Anzahl von Meteoren beobachten, so kann man bei einer um eine Größenklasse niedrigeren Umgebungshelligkeit r-Mal so viele Meteore beobachten. Für viele Meteorströme liegt der Populationsindex zwischen 2 und 3.
Ein Meteorstrom besteht aus vielen Meteoren unterschiedlicher Größe. Je größer ein Meteor, umso größer seine Helligkeit beim Eintritt in die Erdatmosphäre. Geht man davon aus, dass in einem bestimmten Größenbereich die Anzahl der Meteore einer bestimmten Größe exponentiell mit der Größe abfällt, so kann man dies in einer Formel quantifizieren. Der Populationsindex quantifiziert diesen exponentiellen Zusammenhang zwischen Anzahl der Meteore und ihrer Helligkeit.
Die ZHR eines Meteorstromes wird definitionsgemäß für eine Grenzgröße {\displaystyle m_{\text{gr}}} von 6,5 mag angegeben. Da die tatsächliche Grenzgröße jedoch oftmals hiervon abweicht, kann mit Hilfe des Populationsindexes aus der Anzahl an beobachteten Meteoren die ZHR ermittelt werden. Andersherum kann man aus der ZHR und der Grenzgröße bestimmen, wie viele Meteore man pro Stunde beobachten können sollte, sofern der Himmel wolkenfrei ist:
{\displaystyle {\frac {N}{t}}\approx {\frac {\sin h}{r^{6,5-m_{\text{gr}}}}}\cdot ZHR}
mit
- der tatsächlich beobachteten Rate {\displaystyle {\frac {N}{t}}}
- dem Höhenwinkel h des Radianten des beobachteten Meteorstroms über dem Horizont, gemessen zur Mitte des Beobachtungszeitraums.

Da die aktuelle Grenzgröße oft unterhalb der sehr guten 6,5 Magnituden liegen wird, die für die ZHR selbst gelten, ergibt sich in o. g. Formel im Nenner ein Exponent > 0 für den Populationsindex.